# Mitch Lucker
Mitchell Adam "Mitch" Lucker (n. 20 octombrie 1984, Riverside, California, SUA – d. 1 noiembrie 2012, Orange, California, SUA) a fost un muzician american și cântăreț de deathcore în trupa Suicide Silence.

## Cariera muzicală
Albumul de debut al Suicide Silence, intitulat [[ https://en.wikipedia.org/wiki/The_Cleansing_(album)|The Cleansing]], a avut una dintre cele mai mari vânzări - Lea mass-Media comunicate cu 7,250 de exemplare vândute în prima săptămână. Al doilea lor album [[ https://en.wikipedia.org/wiki/No_Time_to_Bleed]] a fost lansat pe 30 iunie 2009. Ultimul album al trupei cu Lucker, [[The Black Crown]] a fost lansat pe 12 iulie 2011. De data aceasta, versurile lui au început să-și piardă anterioarele versuri controversate ce aveau conținut anti-religios.

Când a fost întrebat de Kerrang!, Lucker a explicat:
„Nu încerc să aduc credințele oamenilor în jos - este vorba despre mine și viața mea. Acesta este capul meu cracat deschis și turnat pe hârtie! Eu încă mai am aceleași credințe și puncte de vedere, dar eu sunt mai deschis la tot. În acest moment al vieții mele, nu văd binele în a-i face pe oameni să te urască pentru ceva ce spui. Această înregistrare este pentru toată lumea.”

## Influențe
Într-un interviu cu UA Interviu, el a declarat că trupe pe care l-a influențat într-o formație au fost "Korn, Deftones, Slayer, Sepultura... tot ceea ce tatăl meu ar cumpăra și aduce acasă la mine și fratele meu spune 'Hei, ascultați asta.'"

## Tatuaje

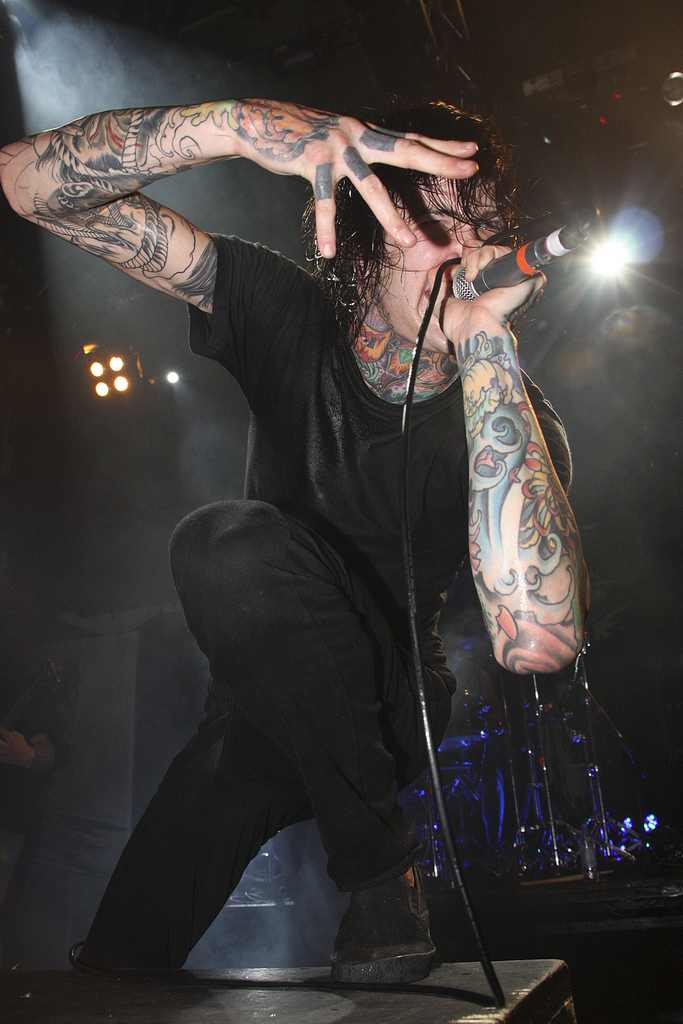
Lucker cântând cu Suicide Silence la Londra, 2008

Lucker a fost ocazional cunoscut pentru marea sa colecție de tatuaje pe corp, acoperind brațele, trunchiul, gâtul, mâinile, degetele, chiar și fața. Singurul loc unde el a refuzat să-și facă un tatuaj a fost pe spate. El a explicat acest lucru prin a afirma "îmi place să văd opera de arta, deoarece este opera de arta! Având spatele tatuat ar fi ca și cum ai avea un tablou scump că niciodată nu poți vedea.  'Oh, am acest frumos, scump tablou, dar tu nu o vezi pentru că e în casa unchiului meu." 
Barele negre, pe care le avea pe fiecare dintre degetele lui erau cover-up-uri. Tatuajele originale, afișate pe degete au fost "FORXEVER", un cuvânt comun folosit în comunitatea "Straight edge", comunitate underground din cultura Punk-ului. În 2007, aceste tatuaje au fost acoperite cu bare negre pentru că el a renunțat la acel stil de viață.

## Moartea
Mitch Lucker a murit pe 1 noiembrie 2012 la ora 6:17 a. m. Orange County Coroners a anunțat că el a suferit leziuni grave în urma unui accident de motocicletă. Un raport a declarat că Lucker a avut accidentul de motocicletă la scurt timp după ora 21:00 pe 31 octombrie. El avea 28 de ani.

### Ce a urmat
Colegii de trupă au organizat un memorial show intitulat "sfârșitul Este Începutul" pe 21 decembrie 2012, care a avut loc la Fox Theater în Pomona, CALIFORNIA. Acesta a servit pentru a-i beneficia fiicei sale costuri de învățământ. Trupa a început, de asemenea, la Kenadee Lucker Fondul de Educație și continuă să promoveze donații pentru ei.

## Discografie
Suicide Silence
- Suicide Silence - EP (2005)
- The Cleansing  (2007)
- No Time to Bleed (2009)
- The Black Crown (2011You Can't Stop Me (2014) - Posthumous, numai versuri
- [10]

Comisarul
- What Is?   (2011)

Colaborări
- "Predator; Never Prey" (featuring Mitch Lucker) – The Acacia Strain(2006)
- "Classic Struggle" (featuring Mitch Lucker) – Winds of Plague (2009)
- "We Are the Many" (featuring Mitch Lucker) – Caliban (2012)
- "The Sinatra" (featuring Mitch Lucker) – My My Misfire
- "Spit Vitriol" (featuring Mitch Lucker) - The Devastated  (2012)